# Зелёный мыс (санаторий, Новоуральский городской округ)
Зелёный мыс — санаторий на берегу Верх-Нейвинского пруда, вблизи города Новоуральска Свердловской области России.

## Географическое положение
Санаторий «Зелёный мыс» расположен на западном берегу живописного Верх-Нейвинского пруда, на северо-восточном склоне лесистой уральской горы Мурзинки. Санаторий находится возле Загородного шоссе — автомобильной дороги, соединяющей город Новоуральск и посёлок Мурзинка, в четырёх километрах по автодороге от города и посёлка. У берега пруда расположен песчаный пляж с двумя пирсами. С берега «Зелёного мыса» открывается вид на водную гладь, Ельничный остров и на лесистый противоположный берег пруда, увенчанный Берёзовой горой.
До санатория можно добраться на автомобиле либо на пригородном автобусе от Новоуральска или Первоуральска. Город Новоуральск закрытый, поэтому у иногородних жителей может возникнуть трудность, как добраться до санатория.
Со стороны Новоуральска автобус ходит от остановки «Переезд», расположенной в районе железнодорожного переезда и КПП № 4, где начинается Загородное шоссе. Остановка находится примерно в двух километрах южнее железнодорожной станции Верх-Нейвинск. И автобусная остановка, и железнодорожная станция расположены за пределами города, однако проезд между ними на автомобиле за пределами Новоуральска невозможен — можно проехать только по самому городу.
Тем не менее удобна пересадка с железнодорожной станции Мурзинка. Недалеко от неё есть остановка «Станция Мурзинка», где останавливается вышеупомянутый автобус. Станции Верх-Нейвинск и Мурзинка находятся на ветке Нижний Тагил — Екатеринбург. В обе стороны по ветке регулярно курсируют пригородные электропоезда.

## История
В довоенное время в окрестностях посёлка Верх-Нейвинского стал зарождаться курортный очаг. В 1926 году берегу Верх-Нейвинского пруда началось строительство дома отдыха железнодорожников, а в 1939 году — дома отдыха свердловского треста «Росглавхлеб» и санатория Уралмашзавода «Уральский машиностроитель». Появление в данной местности курортного городка было вполне возможным, но Великая Отечественная война нарушила планы.
Дом отдыха треста «Главхлеб» (будущий дом отдыха «Зелёный мыс») начал строиться одновременно со строительством санатория Уралмашзавода. Директором строившегося дома отдыха был Яков Михайлович Охотин, прорабом — Василий Иосифович Пашкевич, десятником — Бащдышев. В мае 1939 года на работу в дом отдыха сразу на три должности: секретаря, счетовода и кассира — устроилась Маргарита Павловна Колесова, которая родилась в посёлке Верх-Нейвинском в 1912 году в семье рабочего. По её воспоминаниям, от Мурзинки до места строительства дома отдыха была проложена грунтовая дорога. Здесь построили временные жилые помещения для рабочих и маленький домик под контору, а также деревянное рубленое здание под склады стройматериалов и продуктов питания. Было начато строительство двухэтажного рубленого дома для отдыхающих.
Ветеран города Иван Прокопьевич Князев рассказал, что осенью 1939 года его попросили сфотографировать местность в районе будущего дома отдыха и он сделал несколько снимков. На следующий год он вновь пофотографировал стройплощадку дома отдыха. К тому времени уже был заложен фундамент будущих зданий, лежали различные строительные материалы. Фотографии служили в качестве отчёта о проделанной работе.
С началом войны строительство дома отдыха было заморожено, но ещё в сентябре 1941 года Невьянский РК ВКП (б) обязал дом отдыха выделить им лошадей для перевозки продукции из колхозов.
В послевоенное время площадку строительства дома отдыха «Главхлеб» передали завкому профсоюза № 9 машзавода (ныне Уральский электрохимический комбинат). Достраивало дом отдыха строительство № 865 Среднеуральского управления строительства. Дом отдыха «Главхлеб» был переименован в «Зелёный мыс».

## Объекты
Объекты санатория «Зелёный мыс»:
- гостиница,
- обеденная зона на 300 мест,
- магазин,
- 2 конференцзала,
- банный комплекс,
- прачечная,
- песчаный пляж с двумя пирсами,
- лодочная станция,
- купель.

Спортивные объекты:
- тренажёрный зал,
- трасса натурбана,
- биатлонная трасса со стрельбищем,
- каток,
- баскетбольная площадка,
- 2 поля для мини-футбола,
- 2 волейбольных площадки,
- 3 зала для гимнастики или групповых занятий,
- 4 воркаут-площадки.

Развлекательные объекты:
- танцевальный зал,
- кинозал на 289 мест,
- 2 бара.

## Лечение
Санаторий «Зелёный мыс» специализируется на лечении заболеваний органов дыхания, нервной и эндокринной системы, опорно-двигательного аппарата, системы кровообращения, различных видов аллергии. Разрабатываются мероприятия по восстановлению нормального обмена веществ в организме.
Виды лечения:
- водолечение,
- грязелечение,
- физиотерапия,
- фитотерапия,
- галокамера,
- массаж.

## Родник Серафима Саровского
В районе горы Мурзинки, где расположен санаторий «Зелёный мыс», есть целых семь родников, первое упоминание о которых можно найти на карте заводских земель Верх-Нейвинского железоделательного завода, датированной 1768 годом. Под обозначением родников на карте есть подпись: «Вкусны и очень пользительны».
Один из них, родник Святого Серафима Саровского, расположен на «Зелёном мысу». У основания источника заложены камни, освященные в Дивееве. Родник благоустроен в 2003 году. Здесь построены надкладезная часовня и закрытая купальня.
В марте 2016 года специалисты ФГБУЗ ЦГиЭ № 31 ФМБА России отобрали и проанализировали пробы воды родников и колодцев Новоуральского городского округа. Полученные результаты сравнивали с нормативами по СанПиН 2.1.4.1175-02, ГН 2.1.5.1315-03. И по микробиологическим, и по органолептическим, и по санитарно-химическим показателям вода родника Серафима Саровского в норме. Она пригодна для употребления.